# ABC Supply Company A.J. Foyt 225 de 2009
O ABC Supply Company A.J. Foyt 225 de 2009 foi a quinta corrida da temporada de 2009 da IndyCar Series. A corrida foi disputada no dia 31 de maio no Milwaukee Mile, localizado na cidade de West Allis, Wisconsin. O vencedor foi o neozelandês Scott Dixon da equipe Chip Ganassi Racing.

## Pilotos e Equipes
| Nº | Piloto              | Equipe                     | Chassis | Motor | Pneu |
| -- | ------------------- | -------------------------- | ------- | ----- | ---- |
| 2  | Raphael Matos (R)   | Luczo-Dragon Racing        | Dallara | Honda | F    |
| 3  | Hélio Castroneves   | Team Penske                | Dallara | Honda | F    |
| 4  | Dan Wheldon         | Panther Racing             | Dallara | Honda | F    |
| 5  | Mario Moraes        | KV Racing Technology       | Dallara | Honda | F    |
| 6  | Ryan Briscoe        | Team Penske                | Dallara | Honda | F    |
| 7  | Danica Patrick      | Andretti-Green Racing      | Dallara | Honda | F    |
| 9  | Scott Dixon         | Chip Ganassi Racing        | Dallara | Honda | F    |
| 10 | Dario Franchitti    | Chip Ganassi Racing        | Dallara | Honda | F    |
| 11 | Tony Kanaan         | Andretti-Green Racing      | Dallara | Honda | F    |
| 13 | E. J. Viso          | HVM Racing                 | Dallara | Honda | F    |
| 14 | Paul Tracy          | A. J. Foyt Enterprises     | Dallara | Honda | F    |
| 18 | Justin Wilson       | Dale Coyne Racing          | Dallara | Honda | F    |
| 20 | Ed Carpenter        | Vision Racing              | Dallara | Honda | F    |
| 21 | Ryan Hunter-Reay    | Vision Racing              | Dallara | Honda | F    |
| 23 | Tomas Scheckter     | Dreyer & Reinbold Racing   | Dallara | Honda | F    |
| 24 | Mike Conway (R)     | Dreyer & Reinbold Racing   | Dallara | Honda | F    |
| 26 | Marco Andretti      | Andretti-Green Racing      | Dallara | Honda | F    |
| 27 | Hideki Mutoh        | Andretti-Green Racing      | Dallara | Honda | F    |
| 98 | Stanton Barrett (R) | Team 3G                    | Dallara | Honda | F    |
| 02 | Graham Rahal        | Newman/Haas/Lanigan Racing | Dallara | Honda | F    |
| 06 | Robert Doornbos (R) | Newman/Haas/Lanigan Racing | Dallara | Honda | F    |

- (R) - Rookie

## Resultados

### Treino classificatório
| Treino classificatório - 30 de maio | Treino classificatório - 30 de maio | Treino classificatório - 30 de maio | Treino classificatório - 30 de maio | Treino classificatório - 30 de maio | Treino classificatório - 30 de maio | Treino classificatório - 30 de maio | Treino classificatório - 30 de maio | Treino classificatório - 30 de maio |
| Pos                                 | Nº                                  | Piloto                              | Equipe                              | Volta 1                             | Volta 2                             | Volta 3                             | Volta 4                             | Tempo total                         |
| ----------------------------------- | ----------------------------------- | ----------------------------------- | ----------------------------------- | ----------------------------------- | ----------------------------------- | ----------------------------------- | ----------------------------------- | ----------------------------------- |
| 1                                   | 6                                   | Ryan Briscoe                        | Team Penske                         | 21.8041                             | 21.6872                             | 21.6202                             | 21.6851                             | 1:26.7966                           |
| 2                                   | 02                                  | Graham Rahal                        | Newman/Haas/Lanigan Racing          | 21.7247                             | 21.7068                             | 21.6090                             | 21.8987                             | 1:26.9392                           |
| 3                                   | 11                                  | Tony Kanaan                         | Andretti-Green Racing               | 21.7845                             | 21.7368                             | 21.7356                             | 21.8504                             | 1:27.1073                           |
| 4                                   | 9                                   | Scott Dixon                         | Chip Ganassi Racing                 | 21.8671                             | 21.8000                             | 21.8465                             | 21.9610                             | 1:27.4746                           |
| 5                                   | 5                                   | Mario Moraes                        | KV Racing Technology                | 21.9028                             | 21.8143                             | 21.9584                             | 21.9551                             | 1:27.6306                           |
| 6                                   | 27                                  | Hideki Mutoh                        | Andretti-Green Racing               | 22.0494                             | 21.9353                             | 21.9793                             | 22.0103                             | 1:27.9743                           |
| 7                                   | 7                                   | Danica Patrick                      | Andretti-Green Racing               | 22.3295                             | 22.1691                             | 21.9981                             | 21.9948                             | 1:28.4915                           |
| 8                                   | 10                                  | Dario Franchitti                    | Chip Ganassi Racing                 | 22.6200                             | 22.2715                             | 21.9506                             | 21.8980                             | 1:28.7401                           |
| 9                                   | 2                                   | Raphael Matos (R)                   | Luczo-Dragon Racing                 | 22.2420                             | 22.1679                             | 22.1693                             | 22.1798                             | 1:28.7590                           |
| 10                                  | 23                                  | Tomas Scheckter                     | Dreyer & Reinbold Racing            | 22.2038                             | 22.4601                             | 22.3124                             | 22.5221                             | 1:29.4984                           |
| 11                                  | 24                                  | Mike Conway (R)                     | Dreyer & Reinbold Racing            | 22.6558                             | 22.4316                             | 22.4583                             | 22.5724                             | 1:30.1181                           |
| 12                                  | 06                                  | Robert Doornbos (R)                 | Newman/Haas/Lanigan Racing          | 22.7480                             | 22.5352                             | 22.5247                             | 22.6056                             | 1:30.4135                           |
| 13                                  | 26                                  | Marco Andretti                      | Andretti-Green Racing               | 22.4908                             | 22.6171                             | 22.6032                             | 22.7731                             | 1:30.4842                           |
| 14                                  | 4                                   | Dan Wheldon                         | Panther Racing                      | 22.9546                             | 22.6938                             | 22.4314                             | 22.4593                             | 1:30.5391                           |
| 15                                  | 18                                  | Justin Wilson                       | Dale Coyne Racing                   | 22.8803                             | 22.6073                             | 22.3855                             | 22.6781                             | 1:30.5512                           |
| 16                                  | 14                                  | Paul Tracy                          | A. J. Foyt Enterprises              | 22.9360                             | 22.7290                             | 22.6500                             | 22.5814                             | 1:30.8964                           |
| 17                                  | 13                                  | E. J. Viso                          | HVM Racing                          | 23.0394                             | 22.6623                             | 22.5971                             | 22.6286                             | 1:30.9274                           |
| 18                                  | 21                                  | Ryan Hunter-Reay                    | Vision Racing                       | 22.9088                             | 22.6849                             | 22.8597                             | 22.6794                             | 1:31.1328                           |
| 19                                  | 20                                  | Ed Carpenter                        | Vision Racing                       | 22.8512                             | 22.7570                             | 22.7921                             | 22.9049                             | 1:31.3052                           |
| 20                                  | 3                                   | Hélio Castroneves                   | Team Penske                         |                                     |                                     |                                     |                                     | sem tempo                           |
| 21                                  | 98                                  | Stanton Barrett (R)                 | Team 3G                             |                                     |                                     |                                     |                                     | sem tempo                           |
| Relatório                           |                                     |                                     |                                     |                                     |                                     |                                     |                                     |                                     |

- (R) - Rookie

### Corrida
| Corrida - 31 de maio | Corrida - 31 de maio | Corrida - 31 de maio | Corrida - 31 de maio       | Corrida - 31 de maio | Corrida - 31 de maio | Corrida - 31 de maio | Corrida - 31 de maio | Corrida - 31 de maio |
| Pos                  | Nº                   | Piloto               | Equipe                     | Voltas               | Tempo                | Largada              | Voltas na Liderança  | Pontos               |
| -------------------- | -------------------- | -------------------- | -------------------------- | -------------------- | -------------------- | -------------------- | -------------------- | -------------------- |
| 1                    | 9                    | Scott Dixon          | Chip Ganassi Racing        | 225                  | 1:38:43.9552         | 4                    | 27                   | 50                   |
| 2                    | 6                    | Ryan Briscoe         | Team Penske                | 225                  | +2.1257              | 1                    | 154                  | 43                   |
| 3                    | 10                   | Dario Franchitti     | Chip Ganassi Racing        | 225                  | +2.2644              | 8                    | 19                   | 35                   |
| 4                    | 02                   | Graham Rahal         | Newman/Haas/Lanigan Racing | 225                  | +2.6744              | 2                    | 0                    | 32                   |
| 5                    | 7                    | Danica Patrick       | Andretti-Green Racing      | 225                  | +5.9824              | 7                    | 0                    | 30                   |
| 6                    | 2                    | Raphael Matos (R)    | Luczo-Dragon Racing        | 225                  | +15.8877             | 9                    | 0                    | 28                   |
| 7                    | 26                   | Marco Andretti       | Andretti-Green Racing      | 225                  | +17.9448             | 13                   | 0                    | 26                   |
| 8                    | 27                   | Hideki Mutoh         | Andretti-Green Racing      | 224                  | +1 volta             | 6                    | 0                    | 24                   |
| 9                    | 5                    | Mario Moraes         | KV Racing Technology       | 224                  | +1 volta             | 5                    | 0                    | 22                   |
| 10                   | 4                    | Dan Wheldon          | Panther Racing             | 224                  | +1 volta             | 14                   | 0                    | 20                   |
| 11                   | 3                    | Hélio Castroneves    | Team Penske                | 222                  | +3 voltas            | 20                   | 0                    | 19                   |
| 12                   | 21                   | Ryan Hunter-Reay     | Vision Racing              | 222                  | +3 voltas            | 18                   | 0                    | 18                   |
| 13                   | 23                   | Tomas Scheckter      | Dreyer & Reinbold Racing   | 222                  | +3 voltas            | 10                   | 0                    | 17                   |
| 14                   | 06                   | Robert Doornbos (R)  | Newman/Haas/Lanigan Racing | 220                  | +5 voltas            | 12                   | 0                    | 16                   |
| 15                   | 18                   | Justin Wilson        | Dale Coyne Racing          | 219                  | +6 voltas            | 15                   | 0                    | 15                   |
| 16                   | 20                   | Ed Carpenter         | Vision Racing              | 219                  | +6 voltas            | 19                   | 0                    | 14                   |
| 17                   | 14                   | Paul Tracy           | A. J. Foyt Enterprises     | 219                  | +6 voltas            | 16                   | 0                    | 13                   |
| 18                   | 13                   | E. J. Viso           | HVM Racing                 | 175                  | Mecânico             | 17                   | 0                    | 12                   |
| 19                   | 11                   | Tony Kanaan          | Andretti-Green Racing      | 132                  | Mecânico             | 3                    | 25                   | 12                   |
| 20                   | 24                   | Mike Conway (R)      | Dreyer & Reinbold Racing   | 55                   | Contato              | 11                   | 0                    | 12                   |
| 21                   | 98                   | Stanton Barrett (R)  | Team 3G                    | 0                    | não largou           | —                    | 0                    | 6                    |
| Relatório            |                      |                      |                            |                      |                      |                      |                      |                      |

- (R) - Rookie